# Sahastru, Vrancea
Sahastru este un sat în comuna Nereju din județul Vrancea, Moldova, România. Numele satului ar putea proveni de la cuvântul sihastru sau sihăstrie, cu înțelesul de a trăi pustnic. De la acest termen, se derivază, termenul Sahastru.
 Acest articol despre o localitate din județul Vrancea este deocamdată un ciot. Puteți ajuta Wikipedia prin completarea lui.